# Tunaskolan (musikalbum)
Tunaskolan är Mattias Alkberg BD:s debutalbum. Skivan spelades in i Music-a-Matic (Göteborg) under juli och augusti 2003 med Björn Olsson och Mats Lundstedt och släpptes i början av 2004. Singlar blev "Fyllskalle" och "Don Quijote". Låten "Levande begravd" är en cover på en låt av Freddie Wadlings gamla punkband Liket lever.
Titeln är hämtad från grundskolan Tunaskolan i Notviken, Luleå.

## Låtlista
Där inte annat anges är låtarna skrivna av Mattias Alkberg.
1. "Haparanda Here We Come"
2. "Släng mina rester i en grop"
3. "Don Quixote"
4. "Med spöken"
5. "Fyllskalle"
6. "Levande begravd" (Freddie Wadling)
7. "Haschkollektiv"
8. "En hotbild"
9. "Matti och Angelica"
10. "Sundbyberg"
11. "Icke-maktens prerogativ"